# 1875 au théâtre
| Années du théâtre : 1872 - 1873 - 1874 - 1875 - 1876 - 1877 - 1878    |
| Décennies du théâtre : 1840 - 1850 - 1860 - 1870 - 1880 - 1890 - 1900 |

## Pièces de théâtre représentées
- 27 août : La Guigne, comédie-vaudeville d'Eugène Labiche, Eugène Leterrier et Albert Vanloo, au théâtre des Variétés.
- 14 décembre : Les Bêtises d'hier, revue-vaudeville des Frères Cogniard, au théâtre des Variétés
- La Revue des deux-mondes de Clairville et Abraham Dreyfus, théâtre du Vaudeville
- Madame Lili de Marc Monnier, théâtre du Vaudeville

## Décès
- 20 mars : Virginie Ancelot, romancière et autrice dramatique française, née le 15 mars 1792.
- 1er décembre : Virginie Déjazet